# Topstarter
Topstarter was een Vlaamse productie van de televisiezender Eén, in samenwerking met de Vlaamse overheid. De presentatie werd verzorgd door Evy Gruyaert. De eerste uitzending was op 4 februari 2013.

## Concept
Topstarter is een experiment waarin drie Vlaamse topondernemers op zoek gaan naar de beste startende ondernemer van Vlaanderen. Zij volgen een groep ondernemers tijdens de eerste zes maanden van de opstart van hun eigen zaak. Tijdens dat eerste half jaar zullen ze hen begeleiden, testen en beoordelen.
Aan het eind van elke maand moeten ze verantwoording afleggen bij de jury. De beste ondernemer wint 25.000 euro en mag zich de Topstarter noemen.

## Seizoen 1
| Topstarter        | Onderneming                                                               | Eindranking | Elimenatieproef verloren van |
| ----------------- | ------------------------------------------------------------------------- | ----------- | ---------------------------- |
| Yuri en Dries     | een wassalon en café in één (wasbar)                                      | 1ste        |                              |
| Minne             | multifunctionele speelmeubels die de creativiteit van kinderen stimuleren | 2de         |                              |
| Greet             | een keten van frozen yoghurt                                              | 3e          | Minne                        |
| Elfie en Kathleen | exclusieve bierpraline                                                    | 4e          | Minne                        |
| Bert              | webshop Belgische streekproducten                                         | 5e          | Elfie en Kathleen            |
| Frans             | een revolutionaire windmolen                                              | 6e          | Bert                         |
| Robert            | een 3-in-1-schoen voor backpackers                                        | 7e          | Elfie en Kathleen            |